# Hellinsia madecasseus
Hellinsia madecasseus là một loài bướm đêm thuộc họ Pterophoridae. Loài này có ở Cộng hòa Dân chủ Congo, Madagascar, Tanzania và Nam Phi.